# Dänische U20-Eishockeynationalmannschaft
Die dänische U20-Eishockeynationalmannschaft vertritt den Eishockeyverband Dänemarks im Eishockey in der U20-Junioren-Leistungsstufe bei internationalen Wettbewerben. Ihre beste Platzierung war der fünfte Platz bei der Weltmeisterschaft 2017.

## Geschichte

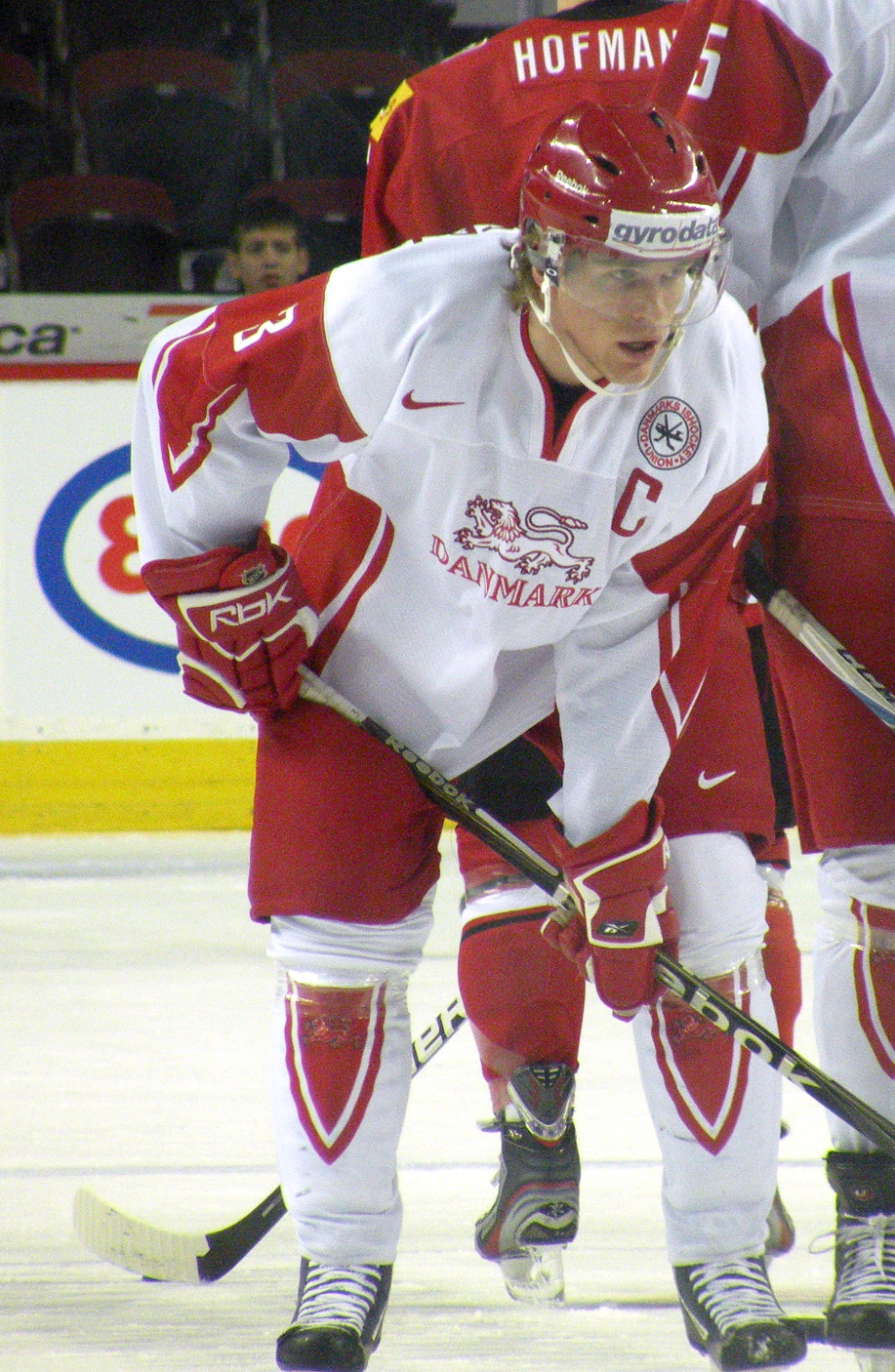
Der dänische Kapitän Jannik Christensen vor dem Spiel gegen die Schweiz bei der U20-WM 2012.

Die dänische U20-Eishockeynationalmannschaft wurde 1979 gegründet. Bis einschließlich 1998 deckte die U20-Nationalmannschaft den kompletten Juniorenbereich bei den Weltmeisterschaften ab, während die U19-Nationalmannschaft an den Junioren-Europameisterschaften teilnahm. Seit der Einführung der U18-Weltmeisterschaften 1999 vertritt die U20-Nationalmannschaft Dänemarks bei Weltmeisterschaften ausschließlich die Leistungsstufe der U20-Junioren.
Bei ihrer ersten Teilnahme 1979 nahmen die Dänen an der erstmals ausgetragenen B-Weltmeisterschaft teil und belegten dort den vierten Platz unter acht Mannschaften. Bis 1984 konnten sich die Nordeuropäer in der zweiten Leistungsstufe halten, mussten dann aber den Abstieg hinnehmen. Nach einem Jahr der Nichtteilnahme spielte die dänische Mannschaft von 1986 bis 1988 bei der C-Weltmeisterschaft, ehe der Wiederaufstieg gelang. Anschließend pendelte das Team knapp 20 Jahre zwischen Zweit- und Drittklassigkeit, bevor 2007 beim Heimturnier in Odense der erstmalige Aufstieg in die Top-Division gelang. Aber weder 2008 noch 2012 nach dem erneuten Aufstieg gelang den Skandinaviern mehr als nur ein letzter Platz in der Top-Division. Erst bei der Weltmeisterschaft 2015 gelang den Dänen mit Platz acht beim Turnier in Kanada erstmals der Klassenerhalt in der Top-Division. Diesen Erfolg konnten sie im Folgejahr wiederholen, als sie im Viertelfinale erst in der Verlängerung gegen den Nachwuchs der Eishockey-Großmacht Russland verloren. Auch bei der Weltmeisterschaft 2017 gab es eine Viertelfinalniederlage gegen die Russen, womit diesmal – aufgrund der gegenüber dem Vorjahr besseren Vorrundenergebnisse – jedoch der fünfte Platz und damit die beste Platzierung in der Geschichte der dänischen U20 verbunden war. Nach dem Abstieg 2019 spielt die Mannschaft seit der Weltmeisterschaft 2020 wieder in der Division I.

## WM-Platzierungen
- 1979 – B-WM; 4. Platz
- 1980 – B-WM; 5. Platz
- 1981 – B-WM; 5. Platz
- 1982 – B-WM; 4. Platz
- 1983 – B-WM; 7. Platz
- 1984 – B-WM; 8. Platz (Abstieg)
- 1985 – keine Teilnahme
- 1986 – C-WM; 2. Platz
- 1987 – C-WM; 2. Platz
- 1988 – C-WM; 1. Platz (Aufstieg)
- 1989 – B-WM; 7. Platz
- 1990 – B-WM; 4. Platz
- 1991 – B-WM; 8. Platz (Abstieg)
- 1992 – C-WM; 2. Platz
- 1993 – C-WM; 2. Platz
- 1994 – C-WM; 3. Platz
- 1995 – C1-WM; 3. Platz
- 1996 – C-WM; 3. Platz
- 1997 – C-WM; 3. Platz
- 1998 – C-WM; 1. Platz
- 1999 – B-WM; 3. Platz
- 2000 – B-WM; 8. Platz
- 2001 – Division II; 4. Platz
- 2002 – Division II; 2. Platz
- 2003 – Division I; 5. Platz
- 2004 – Division I; 2. Platz
- 2005 – Division I; 3. Platz
- 2006 – Division I; 2. Platz
- 2007 – Division I; 1. Platz
- 2008 – 10. Platz
- 2009 – Division I; 2. Platz
- 2010 – Division I; 2. Platz
- 2011 – Division I; 1. Platz
- 2012 – 10. Platz
- 2013 – Division IA; 3. Platz
- 2014 – Division IA; 1. Platz
- 2015 – 8. Platz
- 2016 – 8. Platz
- 2017 – 5. Platz
- 2018 – 9. Platz
- 2019 – 10. Platz
- 2020 – Division IA; 5. Platz
- 2021 – keine Austragung
- 2022 – Division IA; 5. Platz
- 2023 – Division IA; 5. Platz
- 2024 – Division IA; 3. Platz